# Torontáltorda
Torontáltorda (röviden Torda, szerbül Торда / Torda, korábban Вујичево / Vujičevo) falu Szerbiában, a Vajdaságban, a Közép-bánsági körzetben, Bégaszentgyörgy községben.

## Fekvése
Nagybecskerektől északkeletre, Basahíd, Pálmajor, Csősztelek és Törzsudvarnok közt fekvő település.

## Története
A település a török hódoltság alatt elpusztult. Az 1723-1725-ös gróf Mercy-féle térképen is a becskereki kerületben, elpusztult helyként volt jelölve.
1750-ben a délmagyarországi kincstári puszták bérlő társasága bérelte. 1776-ban Szeged vidékéről érkezett dohánykertészettel foglalkozó magyarok is letelepedtek itt.
1781-ben gróf Pejacsevich József megvásárolta, majd 1797-ben utóda Pejacsevich Zsigmond telepített ide ismét Szeged, Csongrád és Szentes vidékéről való magyar dohánykertészeket. A gróf Pejacsevich család 1904-ig volt a település birtokosa, ekkor a birtokot az itteni gazdák között felparcellázták.
1816-ban árvíz pusztított a településen, nagy károkat okozva .1848-ban épült fel a falu római katolikus temploma.
Az 1848–49-es forradalom és szabadságharc alatt a melenczei szerbek a falut felgyújtották, a lakosság Makóra és környékére menekült, de öt év alatt a falu újból felépült.
1901-ben a Hodáj utca végén téglavetés közben, körülbelül három méter mélységben népvándorlás-korabeli lovas sír került felszínre.
1910-ben 4289 lakosából 4251 magyar volt. A trianoni békeszerződésig Torontál vármegye Törökbecsei járásához tartozott.
2007-ben a Hatvannégy Vármegye Ifjúsági Mozgalom (HVIM) Torontáltordán építette fel közadakozásból az első Remény Házát a Kárpát-medencében.
2013 március 31.-én tornádó pusztított a faluban. Több épület lakhatatlanná vált.

## Népesség

### Demográfiai változások
| 1948 | 1953 | 1961 | 1971 | 1981 | 1991 | 2002 | 2011 |
| ---- | ---- | ---- | ---- | ---- | ---- | ---- | ---- |
| 4172 | 4085 | 3803 | 3345 | 2697 | 2183 | 1771 | 1462 |

## Híres szülöttei
- Mihalovics József - (Torontáltorda 1814. január 16. – Zágráb, 1891. február 19.) bíboros, zágrábi érsek.
- Bogárdi János - Széchenyi-díjas magyar vízépítő mérnök, hidrológus, egyetemi tanár
- Fejes Teri - magyar színésznő, énekesnő, komika

## Külső hivatkozások
- Torda hivatalos honlapja
- Torda története Archiválva 2009. július 19-i dátummal a Wayback Machine-ben